# Tycherus amaenus
Tycherus amaenus är en stekelart som först beskrevs av Wesmael 1845.  Tycherus amaenus ingår i släktet Tycherus och familjen brokparasitsteklar. Utöver nominatformen finns också underarten T. a. alpinus.